# Isidro Ayora (canton)
Isidro Ayora est un canton d'Équateur situé dans la province de Guayas.